# Tamra (wieś)
Tamra (hebr. טַמְרָה; arab. طمرة; ang. Tamra) – wieś arabska położona w Samorządzie Regionu Ha-Gilboa, w Dystrykcie Północnym, w Izraelu.

## Położenie
Tamra jest położona na wysokości od 220 do 270 m n.p.m. na północno-zachodniej krawędzi płaskowyżu Ramot Jissachar, na północy Izraela. Leży na zachodnich zboczach wzgórza Giwat Gazit (282 m n.p.m.), u podnóża masywu góry Giwat ha-More (515 m n.p.m.). W kierunku północnym do Doliny Jezreel spływa strumień En Dor, a w kierunku południowym spływają strumienie Scheizafim i Issachar. W otoczeniu wsi Tamra znajdują się miasteczka Iksal i Szibli-Umm al-Ganam, kibuce Dawerat, En Dor i Gazit, moszaw Ramat Cewi, wieś komunalna Moledet, oraz wsie arabskie Kafr Misr, At-Tajjiba i Na’ura. Na południowy zachód od wsi jest baza wojskowa Na’ura.
Tamra jest położona w Samorządzie Regionu Ha-Gilboa, w Poddystrykcie Jezreel, w Dystrykcie Północnym Izraela.

## Historia
Po I wojnie światowej w 1918 roku cała Palestyna przeszła pod panowanie Brytyjczyków, który w 1921 roku utworzyli Brytyjski Mandat Palestyny. W okresie tym, około 1918 roku koczownicze beduińskie plemię Zuabija założyło wieś Tamra. Była to niewielka wieś, której mieszkańcy utrzymywali przyjazne stosunki z Żydami. W 1945 roku we wsi żyło 240 mieszkańców, w tym 80 Żydów.
W poszukiwaniu skutecznego rozwiązania narastającego konfliktu izraelsko-arabskiego w dniu 29 listopada 1947 roku została przyjęta Rezolucja Zgromadzenia Ogólnego ONZ nr 181. Zakładała ona między innymi, że wieś Tamra miała znaleźć się w granicach nowo utworzonego państwa żydowskiego. Arabowie odrzucili tę rezolucję i dzień później doprowadzili do wybuchu wojny domowej w Mandacie Palestyny. Od samego początku wojny tutejsze wioski były wykorzystywane przez arabskie milicje, które sparaliżowały żydowską komunikację w całym regionie. Z tego powodu, siły żydowskiej Hagany przeprowadziły szereg operacji, zajmując i wysiedlając część tutejszych wiosek arabskich. Wieś Tamra nie została jednak wysiedlona, dzięki czemu zachowała swój arabski charakter. W wyniku I wojny izraelsko-arabskiej znalazła się w państwie Izrael.

## Demografia
Mieszkańcami wsi są Arabami i Beduini, pod względem wyznaniowym muzułmanie:

## Gospodarka i infrastruktura
Gospodarka wsi opiera się na rolnictwie. Część mieszkańców pracuje poza wsią. We wsi jest przychodnia zdrowia i sklep wielobranżowy.

## Transport
Ze wsi wyjeżdża się na zachód na drogę nr 716, którą jadąc na północny zachód dojeżdża się do skrzyżowania z drogą dojazdową do bazy wojskowej Na’ura i dalej do skrzyżowania z drogą nr 65, lub jadąc na południe dojeżdża się do arabskiej wioski Na’ura.

## Edukacja i kultura
We wsi jest szkoła podstawowa. Wieś posiada własny meczet, ośrodek kultury oraz salę sportową.